# Wahlkreis Mitte 5
Der Wahlkreis Mitte 5 ist ein Abgeordnetenhauswahlkreis in Berlin. Er gehört zum Wahlkreisverband Mitte und umfasst seit der Abgeordnetenhauswahl 2016 den Ortsteil Wedding nördlich der Seestraße und den Malplaquetkiez nördlich der Linie Utrechter-Groninger-Liebenwalder-Schulstraße sowie vom Ortsteil Gesundbrunnen den Soldiner Kiez westlich der Drontheimer Straße.
Bei den Abgeordnetenhauswahlen 2006 und 2011 umfasste der Wahlkreis vom Ortsteil Wedding das Gebiet nördlich einer Linie Seestraße–Müllerstraße–Schulstraße.

## Abgeordnetenhauswahl 2023
Bei der Wahl zum Abgeordnetenhaus von Berlin 2023 traten folgende Kandidaten an:
| Name                              | Partei           | Anteil der Erststimmen | Anteil der Zweitstimmen |
| --------------------------------- | ---------------- | ---------------------- | ----------------------- |
| Sven Rissmann                     | CDU              | 24,4 %                 | 24,1 %                  |
| Ario Ebrahimpour Mirzaie          | Grüne            | 22,5 %                 | 21,7 %                  |
| Mathias Schulz                    | SPD              | 20,6 %                 | 18,4 %                  |
| Simon Gückel                      | Die Linke        | 13,9 %                 | 14,1 %                  |
| Franz Kerker                      | AfD              | 08,6 %                 | 08,5 %                  |
| Friederike Nabrdalik              | Tierschutzpartei | 03,4 %                 | 02,7 %                  |
| Şeyda-Gül Türk                    | FDP              | 02,8 %                 | 03,2 %                  |
| Stefan Schmid                     | Die PARTEI       | 02,0 %                 | 01,6 %                  |
| Michael Bulin                     | dieBasis         | 00,8 %                 | 00,5 %                  |
| Therese Lehnen                    | Piraten          | 00,8 %                 | 00,5 %                  |
| –                                 | Sonstige         | –                      | 04,7 %                  |
| Wahlberechtigte: 27.516 Einwohner |                  |                        |                         |
| Wahlbeteiligung: 54,8 %           |                  |                        |                         |

## Abgeordnetenhauswahl 2021
Bei der im Nachhinein für ungültig erklärten Wahl zum Abgeordnetenhaus von Berlin 2021 traten folgende Kandidaten an:
| Name                              | Partei           | Anteil der Erststimmen | Anteil der Zweitstimmen |
| --------------------------------- | ---------------- | ---------------------- | ----------------------- |
| Mathias Schulz                    | SPD              | 25,6 %                 | 22,8 %                  |
| Ario Ebrahimpour Mirzaie          | Grüne            | 22,1 %                 | 20,5 %                  |
| Simon Gückel                      | Die Linke        | 15,5 %                 | 15,7 %                  |
| Sven Rissmann                     | CDU              | 14,8 %                 | 14,0 %                  |
| Franz Kerker                      | AfD              | 07,9 %                 | 07,6 %                  |
| Şeyda-Gül Türk                    | FDP              | 05,0 %                 | 05,1 %                  |
| Friederike Nabrdalik              | Tierschutzpartei | 04,1 %                 | 02,5 %                  |
| Stefan Schmid                     | Die PARTEI       | 02,3 %                 | 01,9 %                  |
| Michael Bulin                     | dieBasis         | 01,8 %                 | 01,3 %                  |
| Therese Lehnen                    | Piraten          | 00,9 %                 | 00,5 %                  |
| –                                 | Team Todenhöfer  | –                      | 02,0 %                  |
| –                                 | Volt             | –                      | 01,1 %                  |
| –                                 | Sonstige         | –                      | 05,0 %                  |
| Wahlberechtigte: 27.687 Einwohner |                  |                        |                         |
| Wahlbeteiligung: 68,6 %           |                  |                        |                         |

## Abgeordnetenhauswahl 2016
Bei der Wahl zum Abgeordnetenhaus von Berlin 2016 traten folgende Kandidaten an:
| Name                              | Partei           | Anteil der Erststimmen | Anteil der Zweitstimmen |
| --------------------------------- | ---------------- | ---------------------- | ----------------------- |
| Bruni Wildenhein-Lauterbach       | SPD              | 26,2 %                 | 24,8 %                  |
| Daniel Gollasch                   | Grüne            | 20,0 %                 | 16,6 %                  |
| Sven Rissmann                     | CDU              | 15,9 %                 | 15,8 %                  |
| Franz Kerker                      | AfD              | 14,3 %                 | 13,5 %                  |
| Klaus Lederer                     | Die Linke        | 13,4 %                 | 13,4 %                  |
| Laura Pfannemüller                | FDP              | 04,8 %                 | 04,9 %                  |
| Alexander Freitag                 | Piraten          | 03,0 %                 | 02,2 %                  |
| Michael Fielsch                   | Einzelbewerber   | 01,7 %                 | 0–                      |
| Endrik Bastian                    | PSG              | 00,5 %                 | 00,2 %                  |
| Rainer Quednau                    | Einzelbewerber   | 00,3 %                 | 0–                      |
| –                                 | Die PARTEI       | 0–                     | 02,9 %                  |
| –                                 | Tierschutzpartei | 0–                     | 02,0 %                  |
| –                                 | Graue Panther    | 0–                     | 01,7 %                  |
| –                                 | Sonstige         | 0–                     | 02,0 %                  |
| Wahlberechtigte: 29.414 Einwohner |                  |                        |                         |
| Wahlbeteiligung: 58,7 %           |                  |                        |                         |

## Abgeordnetenhauswahl 2011
Bei der Wahl zum Abgeordnetenhaus von Berlin 2011 traten folgende Kandidaten an:
| Name                              | Partei                  | Anteil der Erststimmen | Anteil der Zweitstimmen |
| --------------------------------- | ----------------------- | ---------------------- | ----------------------- |
| Bruni Wildenhein-Lauterbach       | SPD                     | 33,8 %                 | 31,1 %                  |
| Sven Rissmann                     | CDU                     | 23,6 %                 | 23,2 %                  |
| Daniel Gollasch                   | Grüne                   | 19,0 %                 | 16,8 %                  |
| Jan-Ulrich Franz                  | Piraten                 | 11,8 %                 | 11,3 %                  |
| Tobias Schulze                    | Die Linke               | 06,4 %                 | 06,2 %                  |
| Martin Medenwaldt                 | Pro Deutschland         | 02,6 %                 | 01,3 %                  |
| Hartmut Bade                      | FDP                     | 01,4 %                 | 01,5 %                  |
| Katja Stell                       | Bürgerbestimmtes Berlin | 01,2 %                 | –                       |
| Hans-Jürgen Strippel              | BüSo                    | 00,2 %                 | 00,2 %                  |
| –                                 | NPD                     | –                      | 02,1 %                  |
| –                                 | Tierschutzpartei        | –                      | 02,0 %                  |
| –                                 | BIG                     | –                      | 01,5 %                  |
| –                                 | Die PARTEI              | –                      | 01,1 %                  |
| –                                 | Die Freiheit            | –                      | 01,0 %                  |
| –                                 | Sonstige                | –                      | 00,7 %                  |
| Wahlberechtigte: 31.373 Einwohner |                         |                        |                         |
| Wahlbeteiligung: 51,9 %           |                         |                        |                         |

## Abgeordnetenhauswahl 2006
Bei der Wahl zum Abgeordnetenhaus von Berlin 2006 traten folgende Kandidaten an:
| Name                              | Partei    | Anteil der Erststimmen |
| --------------------------------- | --------- | ---------------------- |
| Bruni Wildenhein-Lauterbach       | SPD       | 40,3 %                 |
| Sven Rissmann                     | CDU       | 27,5 %                 |
| Matthias Abraham                  | Grüne     | 10,2 %                 |
| Peter Lundkowski                  | FDP       | 08,0 %                 |
| Klemens Domning                   | WASG      | 06,7 %                 |
| Kadriye Karcı                     | Die Linke | 05,8 %                 |
| Björn Hinz                        | BüSo      | 01,4 %                 |
| Wahlberechtigte: 30.336 Einwohner |           |                        |
| Wahlbeteiligung: 53,1 %>          |           |                        |

## Bisherige Abgeordnete
Da der Wahlkreis erst seit 2006 in der heutigen Form besteht, ist die Angabe bisheriger Abgeordneter erst seitdem möglich.
| Jahr | Name                        | Partei | Anteil der Erststimmen |
| ---- | --------------------------- | ------ | ---------------------- |
| 2023 | Sven Rissmann               | CDU    | 24,4 %                 |
| 2021 | Mathias Schulz              | SPD    | 25,6 %                 |
| 2016 | Bruni Wildenhein-Lauterbach | SPD    | 26,2 %                 |
| 2011 | Bruni Wildenhein-Lauterbach | SPD    | 33,8 %                 |
| 2006 | Bruni Wildenhein-Lauterbach | SPD    | 40,3 %                 |